# M. Thomas Shaw

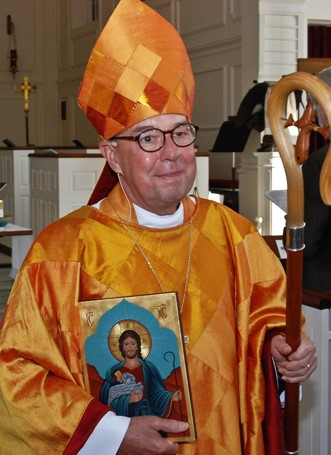
M. Thomas Shaw, 2014

Marvil Thomas Shaw (* 28. August 1945 in Battle Creek, Michigan; † 17. Oktober 2014) war ein US-amerikanischer, anglikanischer Bischof von Massachusetts.

## Leben
Nach seiner Schulzeit am Alma College studierte Shaw anglikanische Theologie am General Theological Seminary in New York, wo er den Master of Divinity erreichte. Zudem gelang Shaw der Master of Arts in Theologie an der Catholic University of America in Washington, D.C. 1971 wurde Shaw zum anglikanischen Priester geweiht und diente danach als Kurator an der Church of St. Mary the Virgin in Higham Ferrers, Northamptonshire. Er wechselte dann als stellvertretender Rektor an die St. James' Church in Milwaukee 1972. Shaw ging dann in den anglikanischen Männerorden Society of St. John the Evangelist und begann in den folgenden Jahren mehrere theologische Bücher zu schreiben. Shaw wurde zum Bischofkoadjutor am 12. März 1994 gewählt und folgte David Elliot Johnson im Bischofsamt der Episcopal Diocese of Massachusetts, als dieser im Januar 1995 verstarb. Die Bischofsweihe erfolgte am 24. September 1994 durch Edmond Lee Browning sowie David Elliot Johnson und Barbara Clementine Harris.

## Werke (Auswahl)
- Conversations with Scripture and Each Other (Rowman & Littlefield, 2007)